# Longwangmiao Pao
Longwangmiao Pao (kinesiska: 龙王庙泡) är en sjö i Kina. Den ligger i provinsen Heilongjiang, i den nordöstra delen av landet, omkring 150 kilometer nordväst om provinshuvudstaden Harbin. Longwangmiao Pao ligger 138 meter över havet. Arean är 0,55 kvadratkilometer. Trakten runt Longwangmiao Pao består i huvudsak av gräsmarker. Den sträcker sig 1,1 kilometer i nord-sydlig riktning, och 0,8 kilometer i öst-västlig riktning.
Genomsnittlig årsnederbörd är 739 millimeter. Den regnigaste månaden är juli, med i genomsnitt 211 mm nederbörd, och den torraste är januari, med 4 mm nederbörd.